# 신례원초등학교
신례원초등학교는 대한민국 충청남도 예산군 예산읍 신례원리에 있는 초등학교다.

## 학교 연혁
- 1939년 10월 1일 신례원공립심상소학교 설립
- 1941년 4월 1일 신례원공립국민학교로 개칭
- 1948년 4월 1일 신례원국민학교로 개칭
- 1981년 3월 10일 병설유치원 개원
- 1996년 3월 1일 신례원초등학교로 개칭
- 2009년 11월 16일 청솔관 개관식
- 2014년 5월 27일 제43회 전국소년체육대회 정구부 우승
- 2023년 5월 30일 제52회 전국소년체육대회 소프트테니스 우승
- 2023. 12. 29 제80회 졸업식(졸업생 11,587명)
- 2024. 3. 1 학급 편성(초: 8학급 146명, 유: 1학급 5명)